# Hwayang-eup
Hwayang-eup (koreanska: 화양읍) är en köping i Sydkorea. Den är administrativ huvudort i kommunen Cheongdo-gun i provinsen Norra Gyeongsang, i den sydöstra delen av landet, 260 km sydost om huvudstaden Seoul.